# ウェルナー・マイホーファー

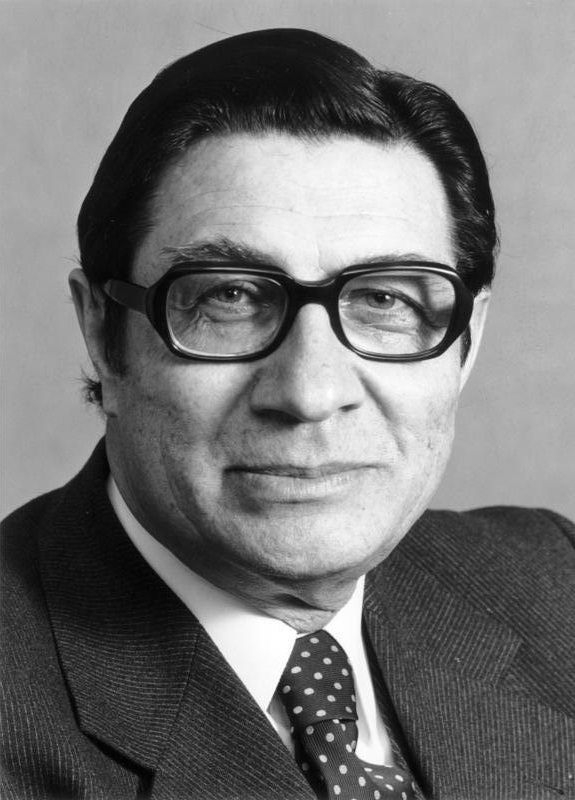
ウェルナー・マイホーファー（1974年）

ウェルナー・マイホーファー（Werner Maihofer、1918年10月20日 - 2009年10月6日）は、ドイツの法学者、政治家。

## 人物
ドイツの法哲学の分野において、「事物の本性(Natur der Sache)」概念を武器に法実証主義と自然法論の架橋を試みた法哲学者。同様の試みを行った人物としてヘルムート・コーイング、ハンス・ヴェルツェル、アルトゥール・カウフマンらがいる。
マイホーファーは「具体的自然法論」を提唱した。これはハイデガーの哲学に大きな影響を受けたもので、法を「世界-内-存在」の一つとみなし、法的なもの一般の存在構造を解明せんとするものである。
マイホーファーによると、ハイデガーは『存在と時間』において法を「ひと(das Mann)」の世界(=「非本来的」な存在態様)に追いやっているが、法とは他者と「ともに在る(Mit-sein)」という存在形態をとる人間の根源的経験の一つであり、他者とともに在るということは「〜としての存在(Als-sein)」として在ることであって、かかる「〜としての存在」相互の複合的関係によって各種の「文化事態」が形成される。そして、人間存在が本来的に「〜としての存在」であるならば、人間存在の関係は一連の「事物法則的構造」(=「指示」と「応答」、「適在性」と「意義」、「期待」と「利益」、「要請」と「義務」など)、すなわち「事物の本性」を含まざるを得ない。したがって、人間は法実証主義の言うように実定法の当為命題に従って生きているのではなく、事実的なものと規範的なものが分離する以前の日常生活における「事実の本性」の当為法則に従って生きているのである。
かかる主張は法実証主義、自然法論に代わる「第三の道」の可能性を模索する一考察であったが、あまりに存在論的・観念的であって、現実を具体的に分析する視座を欠くものであった。
自由民主党所属の政治家としても活動し、1972年から1974年にかけてヴィリー・ブラント内閣の連邦特命大臣兼連邦首相府長官、1974年から1978年にかけてヘルムート・シュミット内閣の連邦内務大臣を務めた。